# Félix Sánchez
Félix Sánchez (Nova Iorque, 30 de agosto de 1977) é um velocista campeão mundial e olímpico, nascido nos Estados Unidos filho de pais dominicanos, que compete pela República Dominicana. É especialista na prova dos 400 metros com barreiras.

## Campeão olímpico
Bicampeão mundial em Edmonton 2001 e Paris 2003, e favorito absoluto da prova em Atenas 2004 - em 2002, ele ganhou 12,5 quilos de ouro por ter vencido todas as etapas da Golden League. - Sánchez conquistou a primeira medalha olímpica de ouro de seu país, ao vencer os 400 m com barreiras destes Jogos, com a marca de 47.63.

## Drama pessoal
A partir daí, ele começou a conviver com inúmeras contusões, que o impediram de continuar o seu absoluto domínio na modalidade. Mesmo assim, no Mundial de Osaka 2007, conseguiu mais uma medalha de prata. Seu grande drama pessoal aconteceu em Pequim 2008. Na véspera das semifinais, ele recebeu a notícia da morte de sua avó na República Dominicana, Lilian Morcelo, a quem era fortemente apegado e teve um ataque de choro que durou todo o dia. Fora de sua melhor forma e afetado pela notícia, foi eliminado na semifinal, correndo muito acima dos 50s.
Nos anos que se seguiram, Sanchez lutou para recuperar a forma da primeira metade da década, que o fizera imbatível nesta modalidade, conquistando dois mundiais, um título olímpico e vencendo 43 corridas consecutivas. Lutando sempre contra contusões, o máximo que conseguiu em grandes eventos internacionais foi um bronze nos Jogos Pan-Americanos de Guadalajara em 2011.

## Bicampeão olímpico
Ele chegou em Londres 2012 longe de qualquer favoritismo. Na sua semifinal, porém, venceu com facilidade marcando 47s7, uma marca que não atingia há anos. Na final, correndo com "avuela" (avó) escrito em sua sapatilha, Sanchez conquistou a medalha de ouro pela segunda vez, marcando 47s63, exatamente o mesmo tempo feito oito anos antes, quando tinha se tornado campeão olímpico pela primeira vez em Atenas. Muito emocionado, ajoelhou-se na pista e retirou de dentro da camiseta de corrida uma foto antiga dele com a avó, que beijou em frente as câmeras de televisão. Com a vitória, Sanchez tornou-se o mais velho campeão - 34 anos - dos 400 m c/ barreiras na história olímpica.